# Rui Cunha
Rui António Ferreira da Cunha (Lisboa, 1944 - Lisboa, 23 de Fevereiro de 2023), foi um funcionário público e político português, que foi deputado e ocupou vários cargos importantes no governo.

## Biografia
Nasceu em 1944, na cidade de Lisboa.
Filiou-se no Partido Socialista em 1974.
Foi deputado na Assembleia Constituinte entre 1975 e 1976, à Assembleia da República na I Legislatura, em 1978, na V Legislatura, a partir de 1989, e na VII legislatura, em 1995. Ocupou o posto de Secretário de Estado Adjunto da Inserção Social, entre 1995 e 1999, tendo neste último ano sido eleito como deputado pelo círculo de Beja. Nesse ano também foi nomeado para Secretário de Estado Adjunto do Ministro do Trabalho e da Solidariedade, como parte do governo de António Guterres, posição que manteve até 2001. Em 2002 iniciou um novo mandato como deputado, igualmente eleito por Beja, que terminou em 2005.
Também exerceu como presidente da Assembleia Municipal de Odivelas entre 2005-2009, vice-presidente do Grupo Parlamentar de Amizade Portugal – S. Tomé e Príncipe e da Comissão Parlamentar de Saúde, foi assessor do Ministro da Saúde, esteve integrado na Assembleia Municipal de Lisboa, e no Conselho de Curadores da Fundação AFID Diferença, e entre 24 de Agosto de 2005 e 13 de Setembro de 2011 foi provedor da Santa Casa da Misericórdia de Lisboa, substituindo Maria José Nogueira Pinto.
Faleceu em 23 de Fevereiro de 2023, aos 78 anos de idade, na cidade de Lisboa, devido a uma doença prolongada. Na sequência do seu falecimento, a Câmara Municipal de Odivelas emitiu uma nota de pesar, onde destacou o seu «longo e preenchido percurso de dedicação à causa pública», e a sua «participação ativa e relevante nos primeiros anos de restauração da Democracia em Portugal», tendo-o considerado como «um exemplo pelo sentido de missão que sempre empregou no exercício dos vários cargos públicos em que esteve investido», e «uma figura de referência e carismática da política nacional e local. Uma pessoa íntegra, com fortes princípios democráticos e humanistas». Também a Fundação AFID Diferença lamentou a sua morte, recordado o seu historial dentro daquela organização, tendo-o recordado como «um Grande e Bom Homem, Excelente Politico e Amigo, deixando a Família AFID mais pobre»